# Cooking with Pagans
Cooking with Pagans är det åttonde studioalbumet till det svenska progressiva metal-bandet Freak Kitchen. Albumet släpptes september 2014 av det amerikanska skivbolaget The Laser's Edge.

## Låtlista
1. "Professional Help" – 3:50
2. "Freak of the Week" – 4:20
3. "Sloppy" – 4:38
4. "Goody Goody" – 3:30
5. "(Saving Up for an) Anal Bleach" – 4:21
6. "Private Property" – 4:32
7. "Mathematics of Defeat" – 4:56
8. "I Don't Want to Golf" – 3:55
9. "Hide" – 3:19
10. "Come Back to Comeback" – 3:07
11. "Ranks of the Terrified" – 3:32
12. "Once upon a Time in Scandinavistan" – 3:41

Text & musik: Mattias "IA" Eklundh (spår 1–3, 5, 7–11), Matty Malneck / Johnny Mercer (spår 4), Christer Örtefors (spår 6), Mattias "IA" Eklundh / Zac O'Yeah (spår 12)

## Medverkande
Musiker (Freak Kitchen-medlemmar)
- Mattias "IA" Eklundh – sång, gitarr
- Björn Fryklund – trummor
- Christer Örtefors – basgitarr, sång

Bidragande musiker
- Neyveli S. Radhakrishna – violin (spår 12)

Produktion
- Mattias "IA" Eklundh – producent, ljudtekniker
- Tor Bach Kristensen – ljudmix
- Göran Finnberg – mastering
- Patrik Castenbladh – omslagsdesign
- Juanjo Guarnido – omslagskonst
- Patric Ullaeus – foto